# Eslovenos do Ilmen

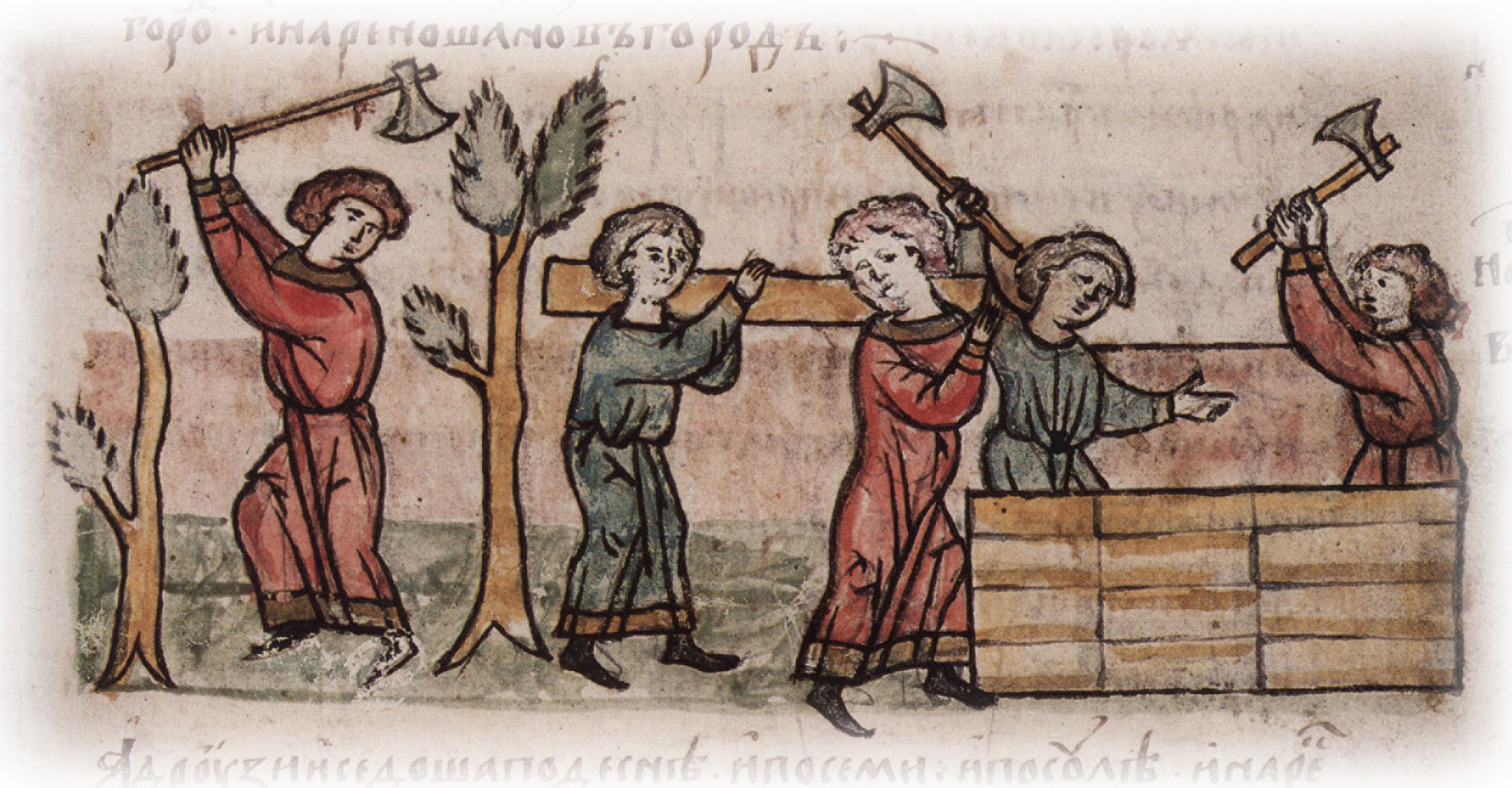
Construção de Novogárdia pelos eslovenos do Ilmen (Miniatura da Crônica de Radziwill, final do séc. XV)

Os eslovenos do Ilmen (em antigo eslavo oriental:  и́льменские словене, transl. il'menskie esloveno, em russo:  Ильменские словене, transl. Il'menskiye slovene) ou eslovenos (em antigo eslavo eclesiástico:  словѣне, em russo:  Слове́не) foram uma tribo eslava oriental que viveu na segunda metade do primeiro milênio dC. na bacia do Lago Ilmen e no curso superior do Rio Mologa.